# Rosenbad

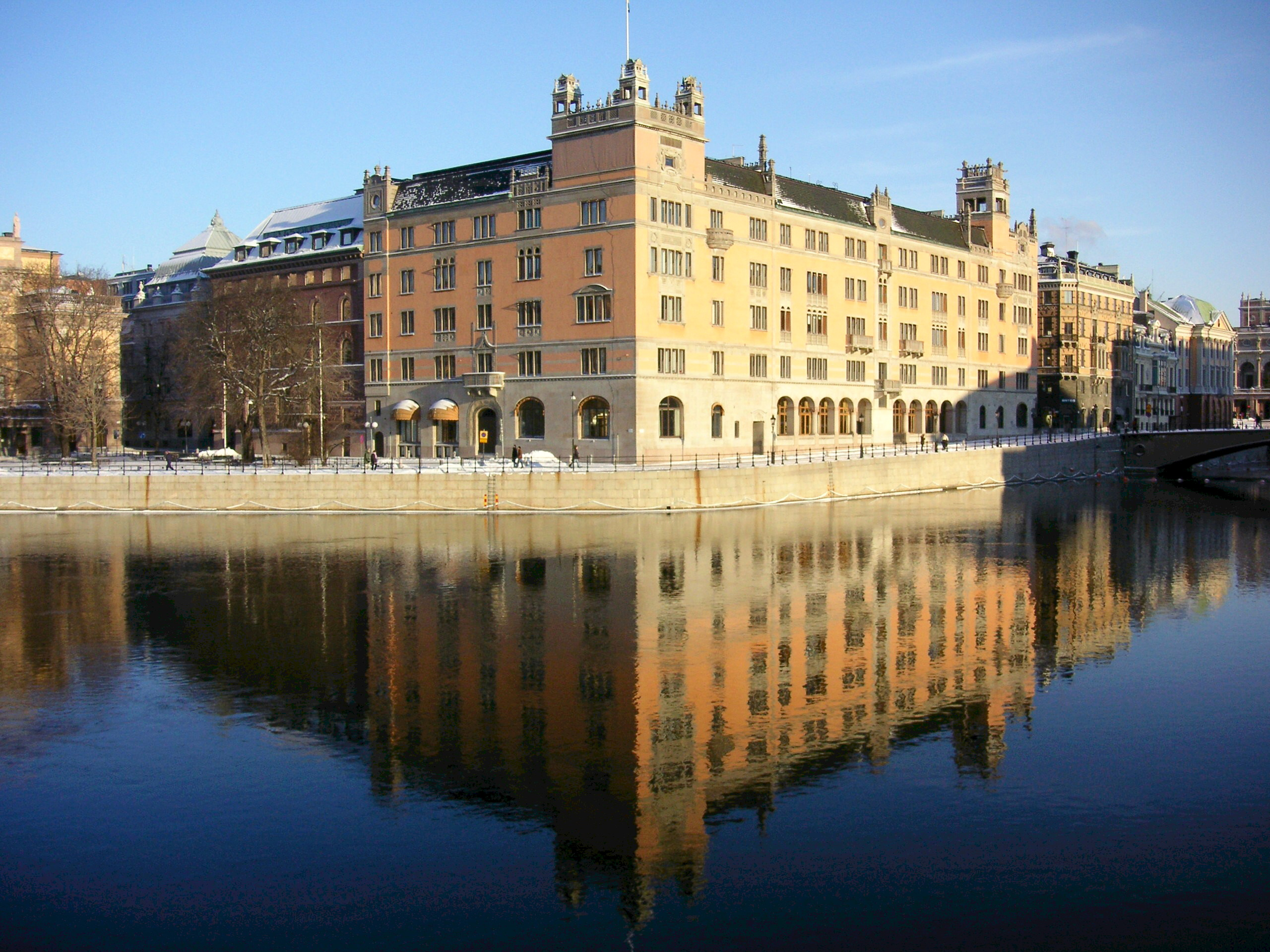
Rosenbad in Stockholm

Rosenbad is een gebouw op Norrmalm in het centrum van de Zweedse hoofdstad Stockholm. Het ligt aan de rivier Norrström. 
Het gebouw heeft in de geschiedenis verschillende functies gehad en doet tegenwoordig dienst als kantoor van de minister-president van Zweden en als zetel van de regering van Zweden.
- Het art-nouveaugebouw werd ontworpen door de architect Ferdinand Boberg en werd geopend in 1902.